# Makce
Makce (cyr. Макце) – wieś w Serbii, w okręgu braniczewskim, w gminie Veliko Gradište. W 2011 roku liczyła 820 mieszkańców.